# Bohumil Vostal
Bohumil Vostal (* 27. září 1980 Třebíč) je český novinář a reportér, v letech 2012 až 2017 zahraniční zpravodaj České televize v Bruselu, v letech 2018 až 2022 v Londýně a v letech 2022 až 2025 pak v USA.

## Život
Pochází z Třebíče. Vystudoval gymnázium v Třebíči. V letech 2001 až 2007 vystudoval obory žurnalistika a mediální studia na Fakultě sociálních věd Univerzity Karlovy v Praze. Studoval také na zahraničních univerzitách – v roce 2005 obor „communication science“ na Loughborough University ve Spojeném království (v rámci stipendia Erasmus/Socrates) a v roce 2006 na Georgetownské univerzitě v USA (v rámci stipendia na Institutu politické žurnalistiky).
První texty psal pro Třebíčský deník. Později působil jako reportér ZN Zemských novin a Slova (1999 až 2000), mezi lety 2000 a 2005 působil jako redaktor rozhlasové stanice BBC World Service v Praze.
Od července 2005 pracuje v zahraniční redakci České televize. Od srpna 2012 do prosince 2017 byl stálým zahraničním zpravodajem ČT v Bruselu. Od počátku roku 2018 byl zahraničním zpravodajem ČT v Londýně. V srpnu 2022 se stal zpravodajem ve Spojených státech, kde nahradil Davida Miřejovského.
V listopadu 2023 byl při natáčení v americkém San Franciscu společně s kameramanem Milanem Noskem přepaden a okraden. Skupina třech ozbrojených útočníků je donutila odevzdat vybavení v hodnotě 18 tis. dolarů (414 tis. Kč). Oba reportéři vyvázli z incidentu bez zranění a s náhradní technikou pokračovali v práci. V USA působil jako zahraniční zpravodaj do konce srpna 2025, kdy jej vystřídal Václav Černohorský.
Jeho dědečkem byl třebíčský malíř Bohumil Vostal.

## Kniha
- Portrétoval anglickou královnu: Franta Bělský, česko-britský příběh 20. století. [s.l.]: Argo, 2023. 384 s. ISBN 978-80-257-4002-6., tato kniha získala v roce 2024 Cenu Egona Erwina Kische[14]